# Życie seksualne Ziemian
Życie seksualne Ziemian (ang. The Mating Habits of Earthbound Human) – amerykański film komediowy z 1999 roku.

## Treść
W filmie narratorem jest kosmita, który przybywa na Ziemię. Obserwuje parę przypadkowych ludzi - mężczyznę i kobietę. Relacjonuje ich stopniowe zaangażowanie uczuciowe, niekiedy błędnie interpretując ich zachowanie. Stara się jednak zrozumieć i w obiektywny sposób zrealizować proces rozmnażania się ludzi.

## Główne role
- MacKenzie Astin - Mężczyzna
- Carmen Electra - Kobieta
- David Hyde - Pierce (narrator)
- Markus Redmond - Przyjaciel mężczyzny
- Lisa Rotondi - Przyjaciółka kobiety
- Sharon Wyatt - Matka mężczyzny
- Lucy Liu - Przyjaciółka kobiety
- Jack Kehler - Ojciec mężczyzny
- Marc Blucas - Były chłopak Kobiety
- Victor Ho - Kinoman